# The Rock (álbum)
The Rock es el sexto y último álbum de estudio del músico británico John Entwistle, publicado por la compañía discográfica Griffin Music en agosto de 1996. A diferencia de sus anteriores trabajos, The Rock no incluyó la aportación vocal de Entwistle, que fue desempeñada por el cantante canadiense Henry Small. El álbum fue grabado durante 18 meses a partir de 1985 en el estudio particular de Entwistle en Inglaterra, con la intención de ser publicado por WEA el mismo año. Sin embargo, el proyecto quedó archivado y no fue publicado hasta una década después. 
The Rock obtuvo un éxito comercial bajo y fue el primer álbum de Entwistle que no entró en la lista Billboard 200.

## Lista de canciones
| N.º | Título                                                                   | Duración |  |
| 1.  | «Stranger in a Strange Land» (Thomas Whitlock, Eddie Money, Henry Small) | 4:29     |  |
| 2.  | «Love Doesn't Last» (John Entwistle)                                     | 3:38     |  |
| 3.  | «Suzie» (Small, Devin Powers, Sigarson)                                  | 4:28     |  |
| 4.  | «Bridges Under the Water» (Entwistle)                                    | 4:03     |  |
| 5.  | «Heartache» (Small, Powers)                                              | 5:05     |  |
| 6.  | «Billy» (Small, Powers)                                                  | 3:45     |  |
| 7.  | «Life After Love» (Entwistle)                                            | 4:19     |  |
| 8.  | «Hurricane» (Small, Powers)                                              | 4:23     |  |
| 9.  | «Too Much Too Soon» (Small, Powers)                                      | 3:30     |  |
| 10. | «Last Song» (Entwistle)                                                  | 3:54     |  |
| 11. | «Country Hurricane» (Small, Powers)                                      | 0:43     |  |

| Temas extra (reedición de 2005) |                                                              |          |  |
| N.º                             | Título                                                       | Duración |  |
| 1.                              | «Casualty (Outtake)» (Egan, Barnacle, Andy Barnett, Strange) | 4:21     |  |
| 2.                              | «Light in the Dark (Outtake)» (Andy Nye)                     | 4:15     |  |
| 3.                              | «Break Your Heart (Outtake)» (Nye)                           | 3:25     |  |
| 4.                              | «Love Doesn't Last (Demo)» (John Entwistle)                  | 3:34     |  |
| 5.                              | «Heartache (Early version)» (Henry Small, Devin Powers)      | 5:07     |  |

## Personal
- John Entwistle: bajo
- Zak Starkey: batería
- Henry Small: voz
- Gene Black: guitarra principal
- Rock Goddess: coros
- Tim Gorman: teclados
- Devin Powers (Mark R. Adams): guitarra
- Adrian Cook: teclados